# Кадейан (округ Кондом)
Кадейа́н (фр. Cadeilhan) — коммуна во Франции, находится в регионе Юг — Пиренеи. Департамент — Жер. Входит в состав кантона Сен-Клар. Округ коммуны — Кондом.
Код INSEE коммуны — 32068.

## География

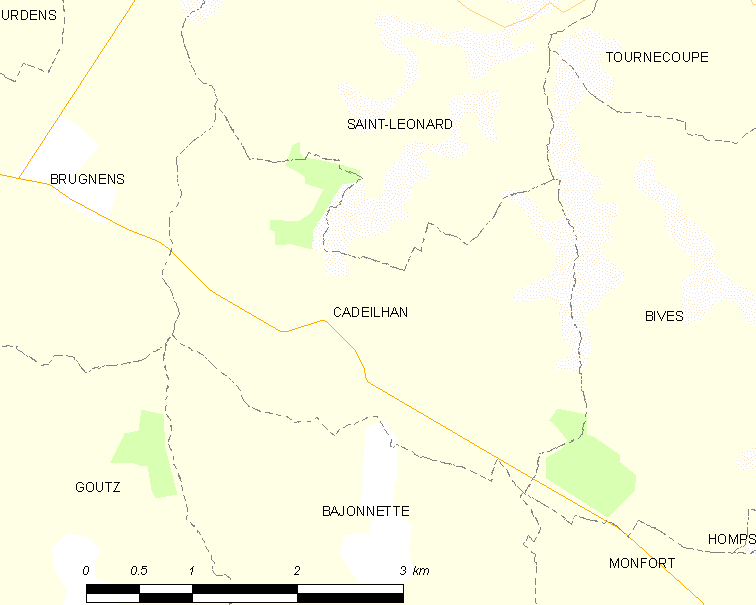
Карта коммуны

Коммуна расположена приблизительно в 580 км к югу от Парижа, в 60 км северо-западнее Тулузы, в 26 км к северо-востоку от Оша.
На западе коммуны протекает река Ору.

## Климат
Климат умеренно-океанический. Лето жаркое и немного дождливое, температура часто превышает 35 °С. Зимой часто бывает отрицательная температура и ночные заморозки. Годовое количество осадков — 700—900 мм.

## Население
Население коммуны на 2010 год составляло 132 человека.
| 1962 | 1968 | 1975 | 1982 | 1990 | 1999 | 2010 |
| ---- | ---- | ---- | ---- | ---- | ---- | ---- |
| 132  | 111  | 121  | 117  | 100  | 100  | 132  |

## Администрация
| Период | Период | Фамилия     | Партия       | Примечания |
| ------ | ------ | ----------- | ------------ | ---------- |
| 2001   | 2014   | Симон Монж  | Разные левые |            |
| 2014   | 2020   | Эдуар Шмидт |              |            |

## Экономика
В 2010 году среди 84 человек трудоспособного возраста (15-64 лет) 61 были экономически активными, 23 — неактивными (показатель активности — 72,6 %, в 1999 году было 74,4 %). Из 61 активных жителей работали 54 человека (26 мужчин и 28 женщин), безработных было 7 (2 мужчин и 5 женщин). Среди 23 неактивных 4 человека были учениками или студентами, 16 — пенсионерами, 3 были неактивными по другим причинам.